# Тяньшихуай
Таншихай(Таньшихуай, кит. 檀石槐; 141 — 181) – вождь Сяньбі, засновник їх держави.

## Біографія
Народився в 141 році, коли його батько був в трьохрічному поході. За легендою, його мати йшла дорогою, а почувши грім, підняла голову — в цю мить їй до рота впала градинка, від якої вона завагітніла. Його батько, Тулухеу, був скептиком, тому сина він не визнав. 
Родина Таншихая виховали його, та вже в 156 році, в віці 15ти років, він став старійшиною свого роду. Старійшини сяньбі  не мали великої влади, тому їх вибирали без бою, але Таншихай став винятком – він збудував для себе палац, зібрав велику дружину, очолив інших старійшин. Потім, він завдяки його силі та дипломатичному хисту, зібрав під своє крило усі сяньбійскі племена. Протягом десяти наступних років, сяньбі під його керівництвом, розбили хунну, здійснили «великий грабунок», та підкорили степ від Маньчжурії до Уралу та Волги.

## Саньбійська держава
Як відомо, всі завоювання Таншихая були в період с 155 по 166 роки. В 156 році, він напав на Юньчжун, два роки пізніше, організував набіг, в 159 році розграбував Яньмей, а в 163 році Ляодун. В 166 році зробив 9 набігів по північній межі. Скоріше за все, Південна Сибір була підкорена в 168-173 роках.
Таншихай був серйозною загрозою для Китая через його активні завоювання, тому йому було запропоновано титул принца та принцессу в дружини. В відповідь на таку пропозицію, Таншихай почав робити набіги з подвоєною силою. 
Таншихай розподілив імперію на три частини – схід, центр та захід, і в кожній назначив старійшину. Число поселень та племінних стоянок в трьох домініонах було близько п'ятдесяти, на центральній території їх налічувалось до десяти, в двох інших – по двадцять. Система Таншихая була військовою демократією з геронтократією. Таншихай не мав титулу шаньюй, і взагалі не носив титул – він був просто Таншихай, вождь степових племен, які стікались до нього задля боротьби з Китаєм. 
В 177 році, китайці разом з південними хунну організували великомасштабну експедицію. Відправленні були Хя Юй з Гао-лю, Тьхянь Янь з Юнь-Чжуе та хуннускій пристав Цан Мінь . Війську, яке складалось з 30 тисячі воїнів,  довелося пройти 900 кілометрів, щоб битися з Таншихаєм. Саньбі не бігли, вони зустріли китайський удар, і всі три китайські колони були розбиті – загинуло майне дев’яносто відсотків людей та коней. Восени, сяньбі розграбували Ляосі, а в 178 році перейшли на Хесі. 
Населення Шеньсі з кожним роком продовжувало зростати. Таншихай, помітивши, що врожаю, стад та трофеїв починає не вистачати для народу, привіз в свою державу близько тисячі японських сімей. Японці в Китаї мали славу чудових риболовів, тому, вони повинні були займатися риболовством в озерах Східної Монголії.

## Кінець життя
Таншихай помер в 181 році, коли йому було 40. Його місце перейшло до одного з його п’яти синів. Хелянь намагався продовжити завоювання батька, але в нього нічого не вийшло. Половина орди відмовилась йому підкорятись через те, що він був “жадібним та розпусним”. Хелян загинув під час облоги ханської фортеці, від стріли китайського самостріла. Після міжусобиць, держава відродилась за правління Кебінина, але після його смерті в 235 році, сяньбійска імперія остаточно розпалася.